# Orquesta del Tango de Buenos Aires
La Orquesta del Tango de Buenos Aires es un organismo estable de la Dirección General de Música del Gobierno de la Ciudad de Buenos Aires.  Ideada como una formación típica básica (piano, contrabajo, violines y bandoneones), fue ampliada con la incorporación de violoncelos, violas, clarinetes, flautas, oboes, guitarra eléctrica y percusión, según las necesidades de su repertorio. Sus primeros directores fueron los Maestros Carlos García y Raúl Garello. Actualmente es dirigida por los Maestros Néstor Marconi y Juan Carlos Cuacci y su presentadora actual es la periodista Mariana Fossati, aunque el primero en ocupar ese cargo fue el locutor e investigador Oscar del Priore.
Integrada por cuarenta músicos, con más de cuarenta años de trayectoria, la Orquesta del Tango de Buenos Aires se cuenta entre las más importantes agrupaciones de tango de la actualidad. Además de presentarse en salas prestigiosas locales e internacionales, realiza una labor didáctica a través de conciertos en escuelas.

## Historia
Su primer concierto lo dieron el 2 de febrero de 1980 y sus primeros directores, hasta sus respectivos fallecimientos, fueron Carlos García (1914-2006) y Raúl Garello (1936-2016). Por sugerencia de su primer director, Carlos García, la orquesta tuvo siempre dos directores, para agilizar el funcionamiento de la orquesta y para garantizar amplitud de criterio estético.
En principio el proyecto de la entonces Secretaría de Cultura, cuyo titular era Ricardo Frixá, era formar una orquesta de tango cuyo contrato durara un año para conmemorar los cuatrocientos años de la ciudad de Buenos Aires y su federalización. 
En 1983 se convirtió en un organismo estable y estatal. 
Además, la orquesta contó siempre con directores invitados y también con instrumentistas, cantantes y recitadores invitados. Están entre estos artistas invitados Horacio Salgán, Leopoldo Federico, Mariano Mores, Julián Plaza, Atilio Stampone, Osvaldo Piro, José Libertella, Osvaldo Requena, Roberto Goyeneche, Susana Rinaldi, Raúl Lavié, Eladia Blázquez, Amelita Baltar y Horacio Ferrer.

## Discos publicados:[3]
- Orquesta del Tango de Buenos Aires, RCA Victor – 50141. Vinilo.  La orquesta fue dirigida por Carlos García y Raúl Garello
- La Orquesta del Tango de Buenos Aires Vol. 1, Discos Melopea, 1993. Grabado en vivo en 1990. La orquesta fue dirigida por Carlos García y Raúl Garello, con la participación de los cantantes Hernán Salinas y Gustavo Nocetti. Participaron en esta grabación músicos que fueron protagonistas de los años dorados del tango, como Reynaldo Nichele (violín), José Bragato (violonchelo), Osvaldo Montes (bandoneón), José Corriale (percusión), Aníbal Arias (guitarra).
- En vivo en el Colón, Epsa Music, 2002. Grabado en vivo en el Teatro Colón en 2001. La orquesta fue dirigida por Carlos García y Raúl Garello. Además participaron como directores invitados Julián Plaza y Atilio Stampone. Como violín solista invitado participó Fernando Suárez Paz.
- Homenaje a Ástor Piazzolla, 2015. Grabado en 2012. La orquesta fue dirigida por Néstor Marconi, Raúl Garello y Juan Carlos Cuacci.

## Premios
- Disco de Oro por En vivo en el Colón (2001)
- Diploma al Mérito de la Fundación Konex como Conjunto de Tango en tres oportunidades (1995, 2005 y 2025)[4]
- Dos Nominaciones a los Grammy Latinos 2011 por sus trabajos 30 años y Homenaje a Cátulo Castillo y Aníbal Troilo.
- Grammy Latino al mejor álbum de tango 2015 por su último material discográfico Homenaje a Astor Piazzolla.[5]
- Premio Carlos Gardel como Mejor álbum de orquesta instrumental 2016 por su último material discográfico Homenaje a Astor Piazzolla.[5]